# ۳۰۴ (پیش از میلاد)
۳۰۴ (پیش از میلاد) ۳۰۴مین سال قبل از تقویم میلادی است.